# Saint-Sève
Saint-Sève je francouzská obec v departementu Gironde v regionu Akvitánie. V roce 2011 zde žilo 219 obyvatel.

## Sousední obce
Bagas, Loubens, La Réole, Saint-Hilaire-de-la-Noaille

## Pamětihodnost
Románský kostel Saint-Sève, obnovený v 16. století. Prostá stavba se zvonicí ve štítu.

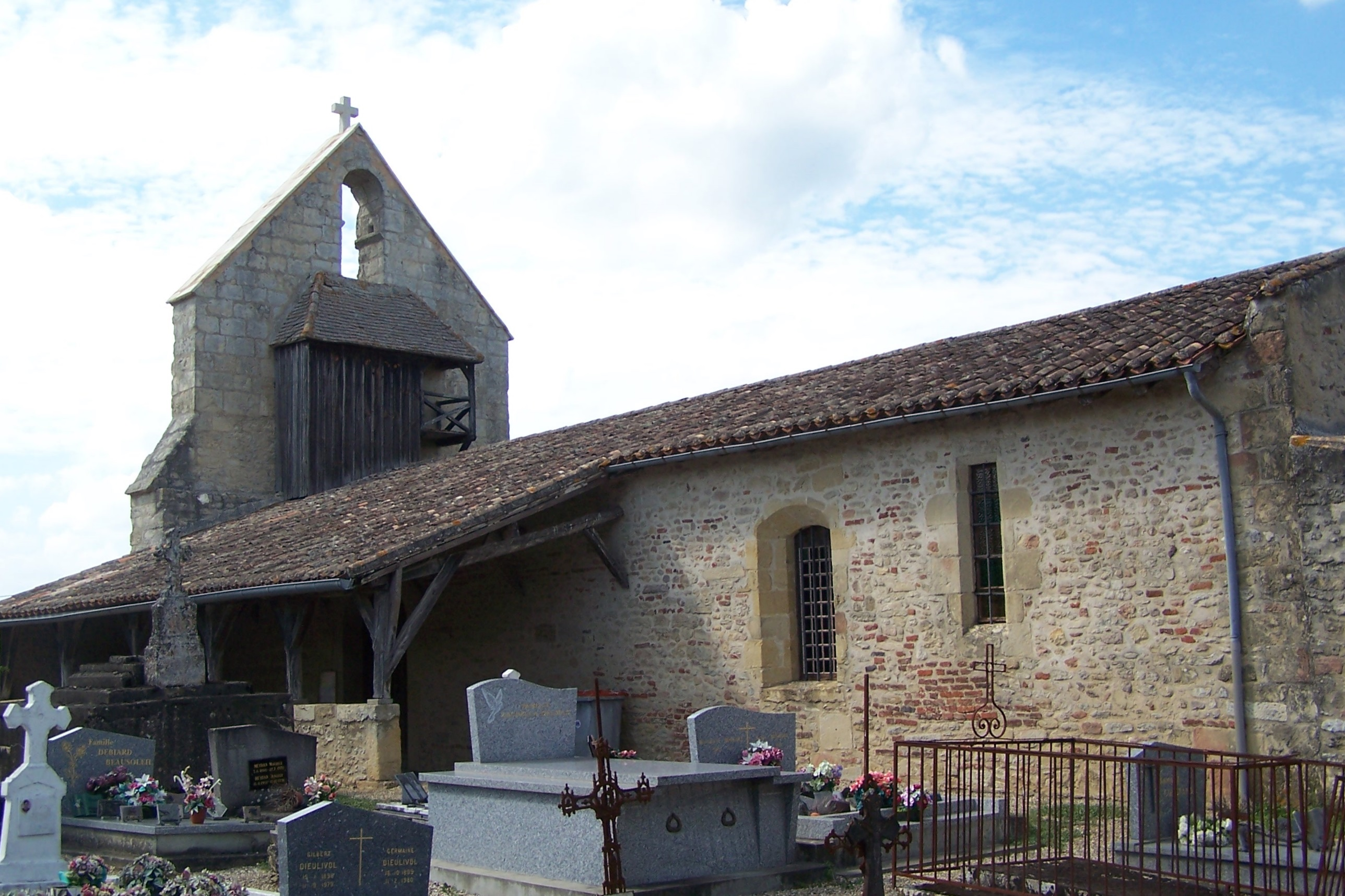
Kostel Saint-Sève

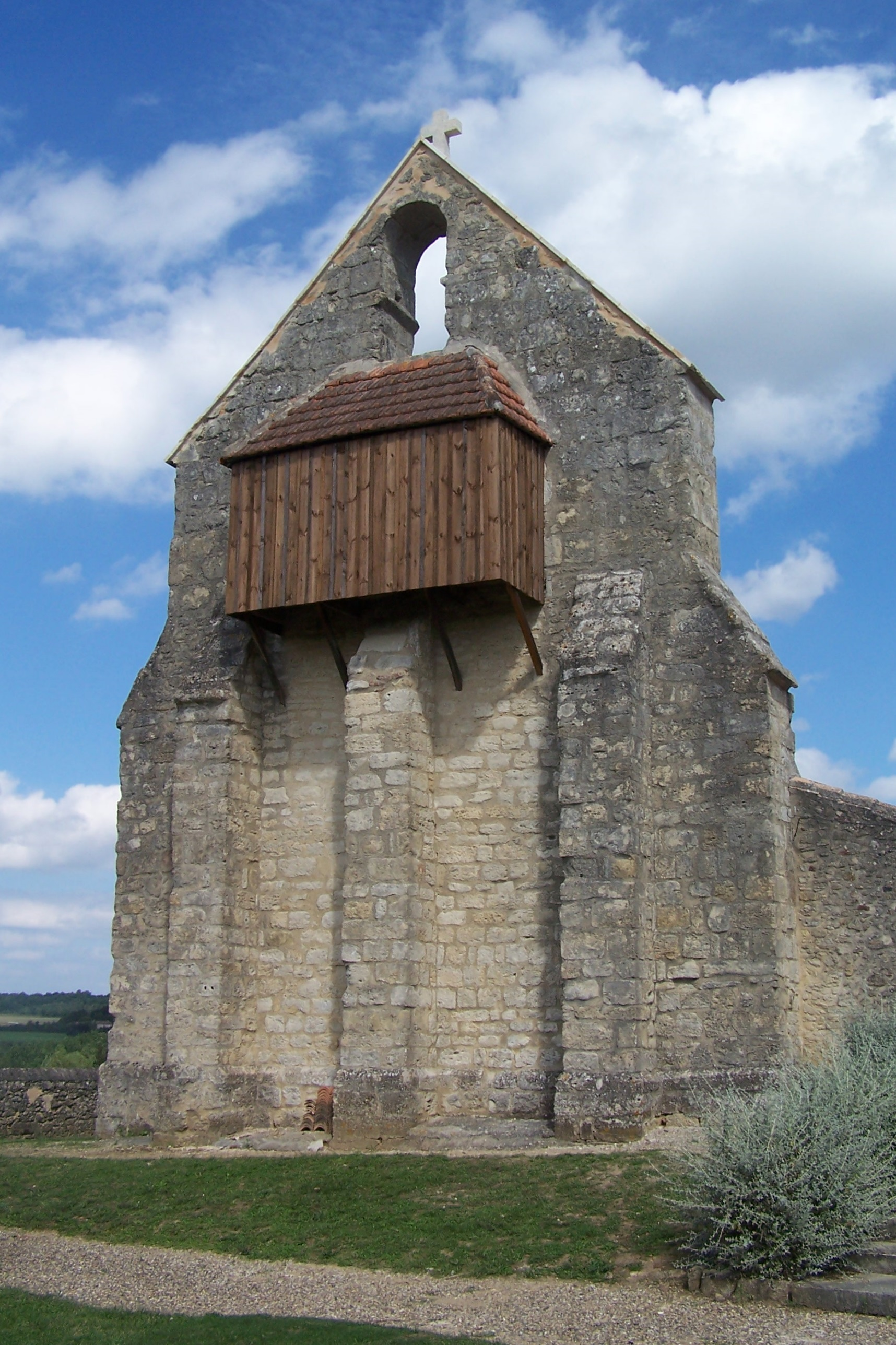
Západní průčelí

## Vývoj počtu obyvatel
Počet obyvatel 